# 에스타디오 모누멘탈 다비드 아레야노
에스타디오 모누멘탈 다비드 아레야노(스페인어: Estadio Monumental David Arellano)는 칠레 산티아고현 마쿨에 소재한 축구 경기장으로, 프로 축구 클럽 콜로-콜로의 홈 구장으로 사용되고 있다.